# Stade olympique d'Helsinki
 (avril 2025).

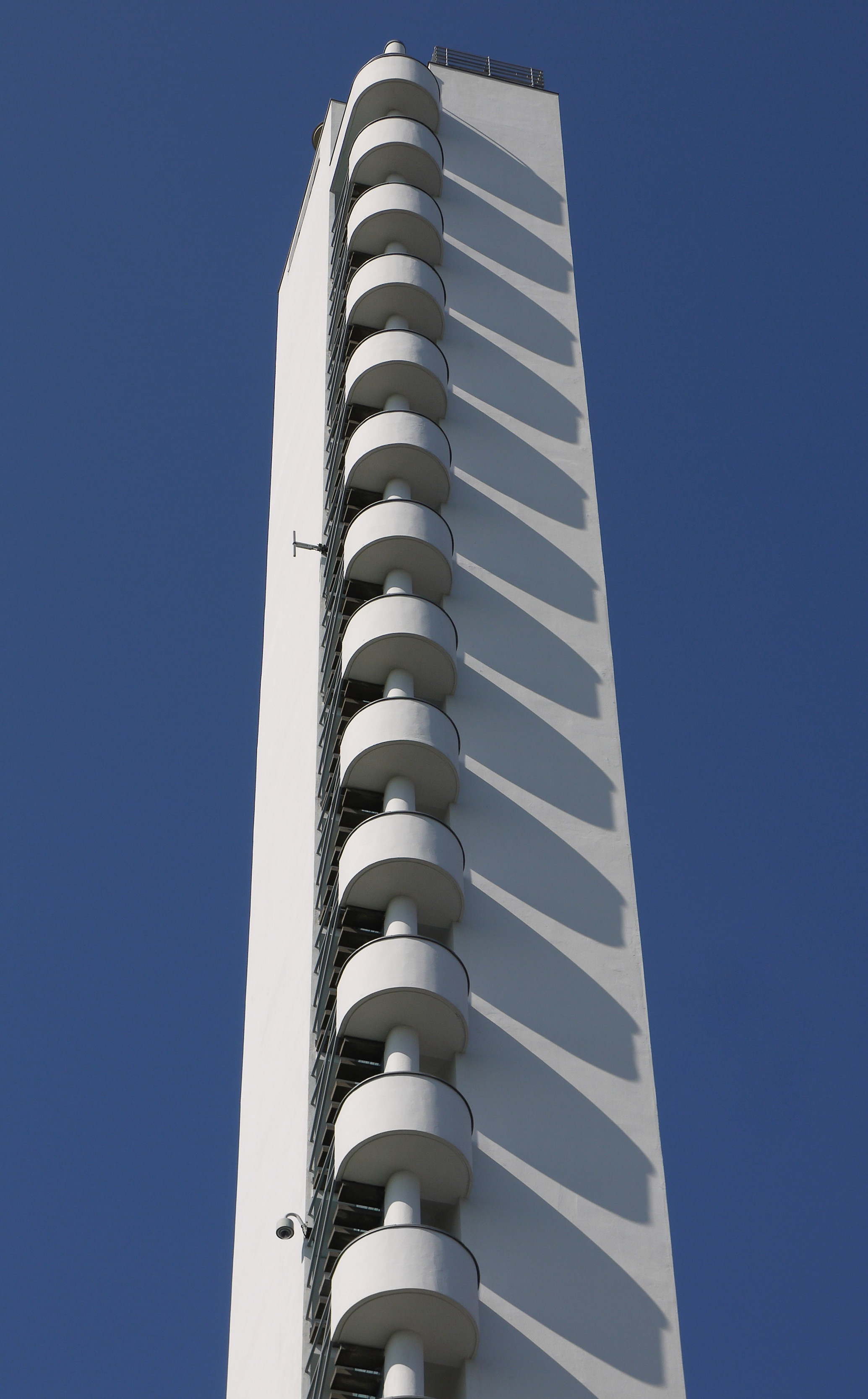
Tour du stade olympique. Photo mai 2013.

Le stade olympique d'Helsinki (en finnois et en suédois : Olympiastadion) situé dans le quartier de Töölö, à environ 2 km du centre-ville d'Helsinki est le plus grand stade en Finlande. C'est le stade principal des Jeux olympiques d'été de 1952. Il a été construit pour y célébrer les Jeux olympiques d'été de 1940 qui ont été finalement annulés (auparavant attribués à Tokyo) en raison de la Seconde Guerre mondiale.
Le stade a également été le siège des Championnats du monde d'athlétisme, les tout premiers en 1983 et à nouveau en 2005. Il hébergera pour la 3e fois les Championnats d'Europe d'athlétisme en 2012, après les éditions de 1971 et de 1994. C'est aussi le stade de l'Équipe de Finlande de football.

## Histoire
Le stade est conçu par Yrjö Lindegren et Toivo Jäntti. Ce dernier s'occupera de toutes les modifications ultérieures.
La construction du stade olympique a commencé en 1934 et a été achevée en 1938. Le stade a été entièrement modernisé en 1990-1994 et a également été rénové en 2005 pour les Championnats du monde d'athlétisme. Sa capacité de spectateurs était à son maximum au cours des Jeux olympiques de 1952 avec plus de 70 000 spectateurs. De nos jours, le stade a en moyenne 40 000 spectateurs.
Il est caractérisé par une tour haute de 72 m (dont la hauteur serait aussi celle d'un essai de lancer du javelot, un sport national).

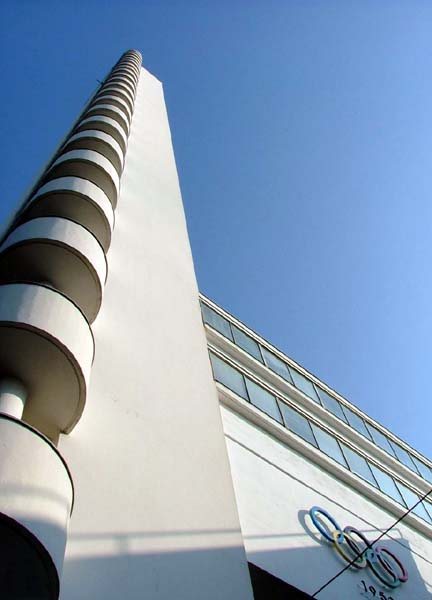
Tour du stade olympique 1952

D'importants travaux de rénovation du stade ont commencé au printemps 2016. Sur la structure extérieure, des panneaux de bois ornent dorénavant la partie haute de la façade. Pour ce qui est de la partie intérieure, toutes les tribunes ont été recouvertes par un nouveau toit en bois et la piste d'athlétisme a été renové. Le stade propose aussi désormais des zones de restauration étendues et davantage de sites couverts d'entraînement. Le complexe du stade abrite également le Musée du Sport, qui a rouvert ses portes en octobre 2020, ainsi qu’un restaurant aménagé dans un esprit « bistrot ». La rénovation a été achevée en septembre 2020. 

## Événements
- Jeux olympiques d'été de 1952
- Championnats d'Europe d'athlétisme 1971
- Coupe d'Europe des nations d'athlétisme 1977
- Championnats du monde d'athlétisme 1983
- Championnats d'Europe d'athlétisme 1994
- Championnats du monde d'athlétisme 2005
- Championnats d'Europe d'athlétisme 2012
- Supercoupe de l'UEFA 2022

## Concerts
- The Rolling Stones, 2 septembre 1970
- Dire Straits, 4 août 1992
- The Rolling Stones, 6 juin 1995
- Bon Jovi, 19 juillet 1996
- Tina Turner, 7 août 1996
- U2, 9 août 1997
- Michael Jackson, 18 et 20 août 1997
- Elton John, 25 juin 1998
- Rolling Stones, 5 août 1998
- Mestarit, 5 août 1999
- AC/DC, 26 juin 2001
- Bruce Springsteen, 16 et 17 juin 2003
- The Rolling Stones, 16 juillet 2003
- Metallica, 28 mai 2004
- Paul McCartney, 17 juin 2004
- Genesis, 11 juin 2007
- Metallica, 15 juillet 2007
- The Rolling Stones, 1er août 2007
- Bruce Springsteen, 11 juillet 2008
- Iron Maiden, 18 juillet 2008
- U2, 20 et 21 août 2010
- Madonna, 12 août 2012